# Divisão Intermediária de Futebol do Uruguai
A Divisional Intermedia foi uma competição equivalente à Terceira Divisão do futebol uruguaio até 1971.

## História
A Divisional Intermedia no período entre 1915 até 1931 serviu de Segunda Divisão pois eram organizados campeonatos para subir a Primeira Divisão. Nos anos de 1932, 1933, 1934, 1935 e 1936 por não ter o número suficiente de clubes capazes de sustentar como equipes profissionais,  a  Segunda Divisão foi mantida mas sem ter uma promoção ou rebaixamento. Retornou ao normal em 1937 permanecendo até 1941 com o acesso para a principal divisão do futebol uruguaio. 
Com a criação da Segunda División Profesional de Uruguay a partir de 1942 a Divisional Intermedia passou a corresponder a Terceira Divisão até 1971, quando em 1972 foi criada a Primera C extinguindo a Divisional Intermedia.

### Campeões do Campeonato Uruguaio - 3ª Divisão
| DIVISIONAL INTERMEDIA | DIVISIONAL INTERMEDIA | DIVISIONAL INTERMEDIA |
| Edição                | Ano                   | Campeão               |
| --------------------- | --------------------- | --------------------- |
| 1ª                    | 1942                  | Fénix                 |
| 2ª                    | 1943                  | Danubio               |
| 3ª                    | 1944                  | Olivol                |
| 4ª                    | 1945                  | Bahía                 |
| 5ª                    | 1946                  | Canillitas            |
| 6ª                    | 1947                  | Artigas               |
| 7ª                    | 1948                  | Não finalizado[A]     |
| 8ª                    | 1949                  | Fénix                 |
| 9ª                    | 1950                  | Uruguay Montevideo    |
| 10ª                   | 1951                  | Cerrito               |
| 11ª                   | 1952                  | Mar de Fondo          |
| 12ª                   | 1953                  | Canillitas            |
| 13ª                   | 1954                  | Colón                 |
| 14ª                   | 1955                  | Uruguay Montevideo    |
| 15ª                   | 1956                  | Progreso              |
| 16ª                   | 1957                  | Uruguay Montevideo    |
| 17ª                   | 1958                  | Mar de Fondo          |
| 18ª                   | 1959                  | Bella Vista           |
| 19ª                   | 1960                  | Huracán Buceo         |
| 20ª                   | 1961                  | Mar de Fondo          |
| 21ª                   | 1962                  | La Luz                |
| 22ª                   | 1963                  | Progreso              |
| 23ª                   | 1964                  | Platense              |
| 24ª                   | 1965                  | Uruguay Montevideo    |
| 25ª                   | 1966                  | Rentistas             |
| 26ª                   | 1967                  | Huracán Buceo         |
| 27ª                   | 1968                  | Alto Perú             |
| 28ª                   | 1969                  | Mar de Fondo          |
| 29ª                   | 1970                  | Cerrito               |
| 30ª                   | 1971                  | Miramar Misiones      |

- A ^  Em 1948 o campeonato não foi concluído por greve dos jogadores.[2]

### Títulos por equipe
| Clube              | Total | Anos                           |
| ------------------ | ----- | ------------------------------ |
| Uruguay Montevideo | 5     | (1936, 1950, 1955, 1957, 1965) |
| Mar de Fondo       | 4     | (1952, 1958, 1961, 1969)       |
| Progreso           | 2     | (1956, 1963)                   |
| Fénix              | 2     | (1942, 1949)                   |
| Canillitas         | 2     | (1946, 1953)                   |
| Cerrito            | 2     | (1951, 1970)                   |
| Huracán Buceo      | 2     | (1960, 1967)                   |
| Colón              | 1     | (1954)                         |
| Bella Vista        | 1     | (1959)                         |
| La Luz             | 1     | (1962)                         |
| Alto Perú          | 1     | (1968)                         |
| Artigas            | 1     | (1947)                         |
| Bahía              | 1     | (1945)                         |
| Danubio            | 1     | (1943)                         |
| Olivol             | 1     | (1944)                         |
| Platense           | 1     | (1964)                         |
| Rentistas          | 1     | (1966)                         |
| Miramar Misiones   | 1     | (1971)                         |